# Wella
Wella è un gruppo industriale tedesco specializzato nel settore della cosmetica, in particolare nella cura dei capelli, nello styling e nei coloranti venduti a privati e parrucchieri. Fondato nel 1880 da Franz Stroher, ha la sede centrale a Darmstadt, Germania. Diventata nel 2003 di proprietà della Procter & Gamble, nel 2016 è stata acquisita dal gruppo americano Coty che nel 2021 ha ceduto la maggioranza alla società di investimento  KKR.

## Storia
Wella fu fondata nel 1880 da Franz Ströher, un parrucchiere della Sassonia, nella Germania orientale.  La società originariamente produceva tulle, la base utilizzata per realizzare parrucche.  Nel 1890 inventò il Tullemoid Waterproof, una tecnica che ha permesso al cuoio capelluto di respirare.  Nel 1894 aprì la sua prima fabbrica a Rothenkirchen, in Germania orientale, e presto i suoi figli Karl e George Ströher entrarono a far parte dell'azienda.

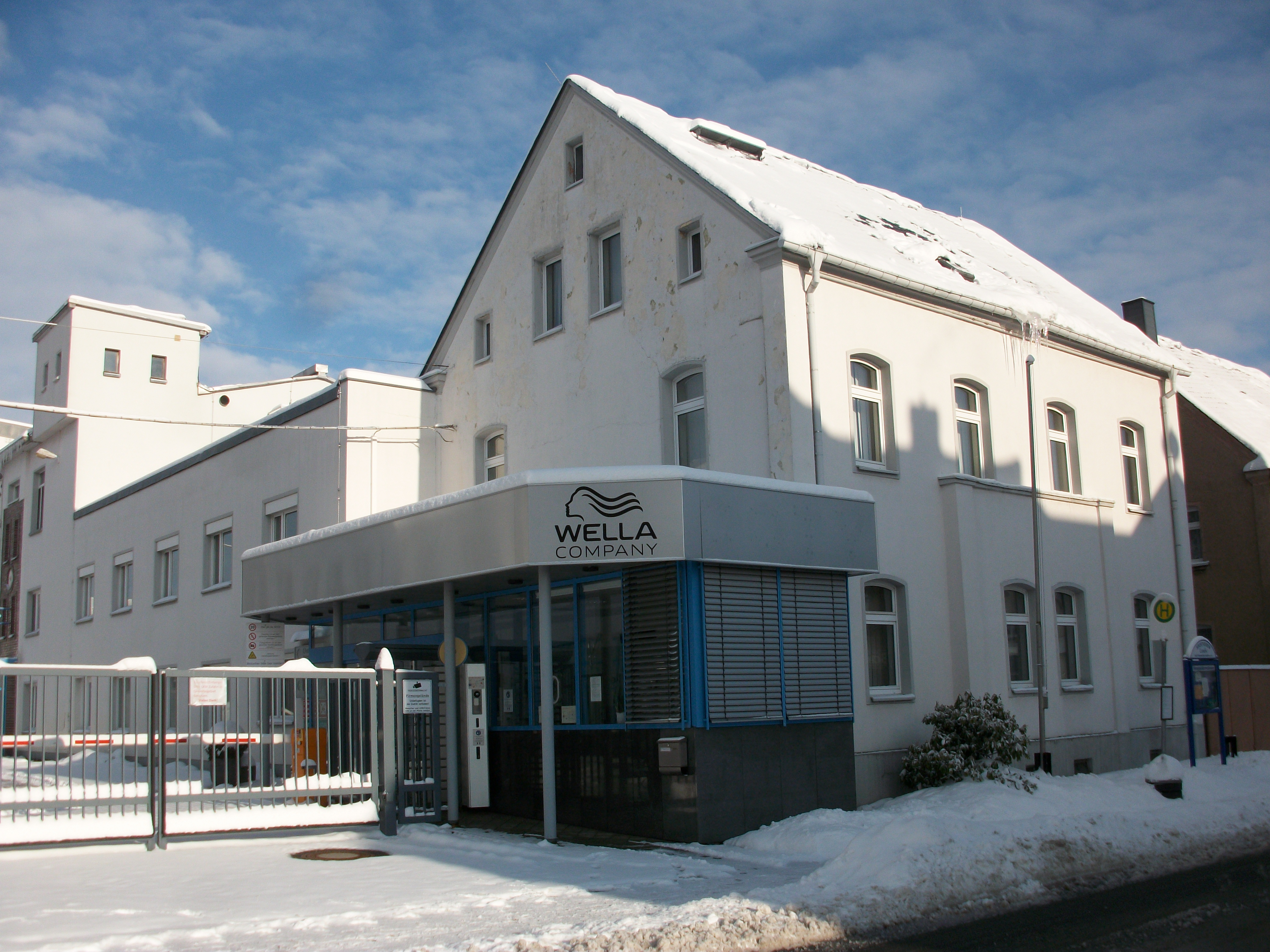
Sede centrale della Wella a Rothenkirchen (Steinberg)

Nel 1924, gli Ströher registrarono il nome Wella presso l'ufficio brevetti tedesco.  Mentre le parrucche erano ormai fuori moda, l'azienda si rivolse a prodotti per realizzare l'onda permanente;  il nome Wella fu preso da Dauerwellenapparat, che significa "dispositivo per onda permanente" in tedesco.  Nel 1927, fu introdotto il primo apparecchio per la permanente e fu fornito ai saloni.  Negli anni '30 Wella sviluppò i primi asciugacapelli con motori integrati e tubi mobili che consentivano il movimento della testa durante il processo di asciugatura.  Sempre negli anni '30, Wella presentò Wella Junior, un asciugacapelli portatile.

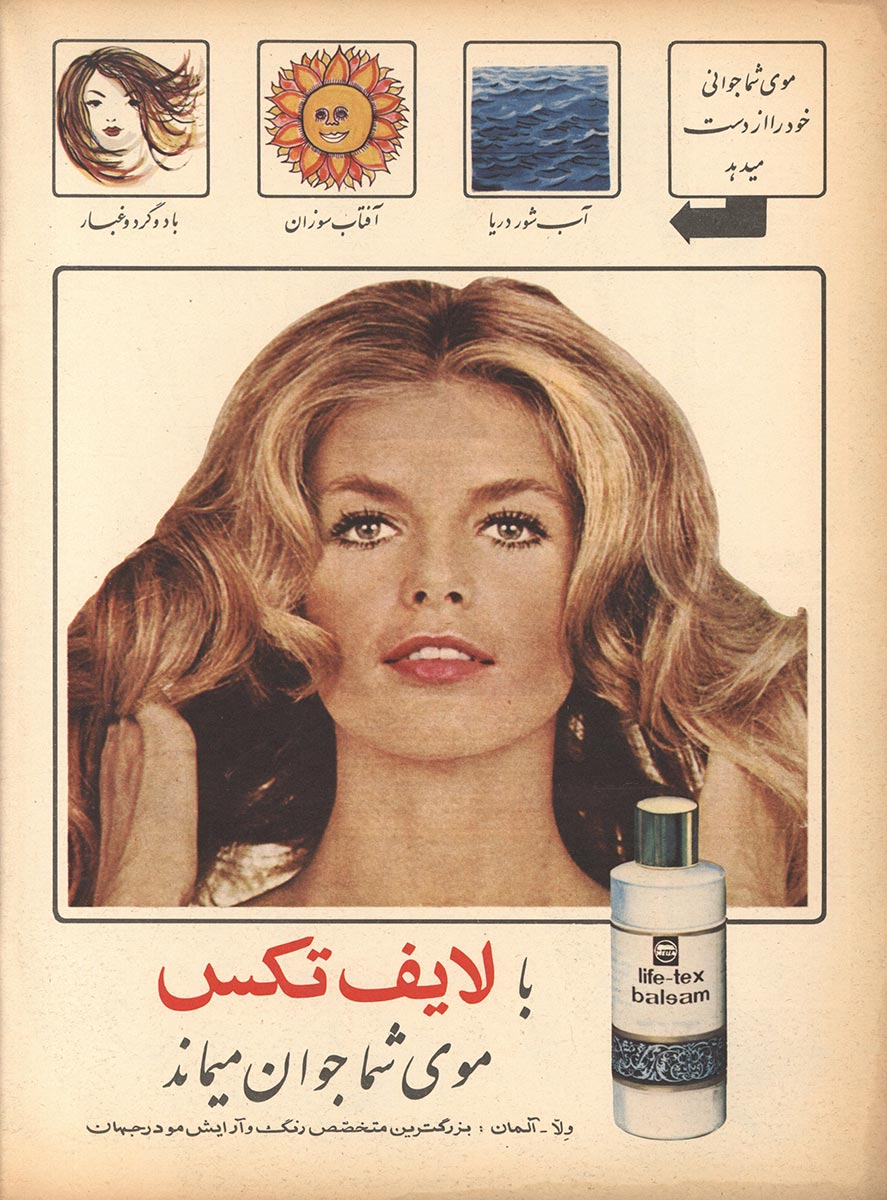
Un annuncio del 1971 della rivista Wella in persiano, Zan-e Rooz

L'azienda ha sofferto sotto il regime nazionalsocialista a causa della politica economica dei nazisti e delle loro restrizioni sulle forniture di materie prime, insieme alle condizioni in tempo di guerra. In quanto massoni, i fratelli Ströher si opposero attivamente al nazionalsocialismo. Durante la seconda guerra mondiale, lo stabilimento Welle di Apolda fu utilizzato per la produzione di sistemi di ventilazione e apparecchiature per sottomarini, non producendo più le loro macchine a onde permanenti e asciugacapelli.
Dopo la guerra, la Repubblica Democratica Tedesca ha smantellato lo stabilimento Wella ad Apolda nell'ambito del piano di riparazione varato dall'Unione Sovietica. Lo stabilimento di Rothenkirchen fu espropriato e ribattezzato VEB Londa, divenendo proprietà demaniale comunale sotto il Volksigener Betrieb. La famiglia Ströher e alcuni membri del personale hanno deciso di ricominciare l'attività da zero su scala ridotta a Hünfeld, Osthessen, con il nome di Ondal GmbH. La produzione riprese nel 1946 con la registrazione della nuova attività come Wella AG nel 1950 con la direzione centrale dell'azienda situata a Darmstadt, nell'Assia, nella Germania occidentale. Nel corso degli anni '50 e '60 l'azienda ha seguito una campagna aggressiva sui mercati internazionali all'interno di paesi in via di sviluppo come Cile, Brasile, i territori dell'Asia e del Pacifico, in varie parti dell'Africa. Dopo la riunificazione della Germania, nel febbraio 1990 lo stabilimento di Rothenkirchen è stato reintegrato a Wella, formando una joint venture con Londa per produrre e commercializzare prodotti per parrucchieri in tutta Europa.
Nel 1950 Wella ha introdotto Koleston, il primo balsamo per capelli progettato per proteggere e nutrire i capelli. Nel 1954, l'icona di Hollywood, Elizabeth Taylor, apparve nella pubblicità di Koleston.
Negli anni '60, l'azienda ha lanciato Wella Privat, una gamma di prodotti esclusivi per saloni che consente ai clienti di portare a casa per la prima volta prodotti in stile professionale. All'inizio degli anni '70, Wella introdusse Perform, un nuovo prodotto per la permanente che consentiva ai parrucchieri di creare look in stile afro. Nel 1972 lanciano Wella Balsam, il primo shampoo prodotto specificamente per la vendita al dettaglio. La campagna pubblicitaria ha caratterizzato le star del programma televisivo Charlie's Angels: Farrah Fawcett, Jaclyn Smith e Cheryl Ladd. Wella ha anche lanciato For Men, la prima linea di prodotti in assoluto esclusivamente per uomini.
Nel 2003 Procter & Gamble ha acquistato il controllo di Wella AG, ottenendo una presenza maggiore nel segmento della cura dei capelli professionale. L'azienda è stata controllata da Procter & Gamble dal 2003 al 2015, quando fu venduta al gruppo americano di profumi e cosmetici Coty Inc. insieme ad altri 40 altri marchi P&G. Nel maggio 2020, la maggioranza di Wella è passata per tre miliardi di dollari sotto il controllo della società di investimento Kohlberg Kravis Roberts (KKR) mentre una partecipazione di minoranza del 40% è rimasta a Coty. KKK ha quindi nominato Annie Young-Scrivner, il precedente CEO di Godiva Chocolatier, come nuovo CEO dell'azienda. KKR, valutando il business dei capelli Professional e Retail di Coty, include Wella, Clairol, OPI e i marchi ghd (messi insieme sotto il nome di "Wella"). Dopo l'accordo, la Wella Company è diventata entità privata autonoma con sede a Ginevra, in Svizzera.
Nell'aprile 2022, Wella ha annunciato di aver acquisito il marchio di prodotti ecologici per capelli Briogeo da Nancy Twine.